# مارتن كونيل
مارتن كونيل هو شخصية أعمال كندي، ولد في 24 فبراير 1941.